# ドコモダケ

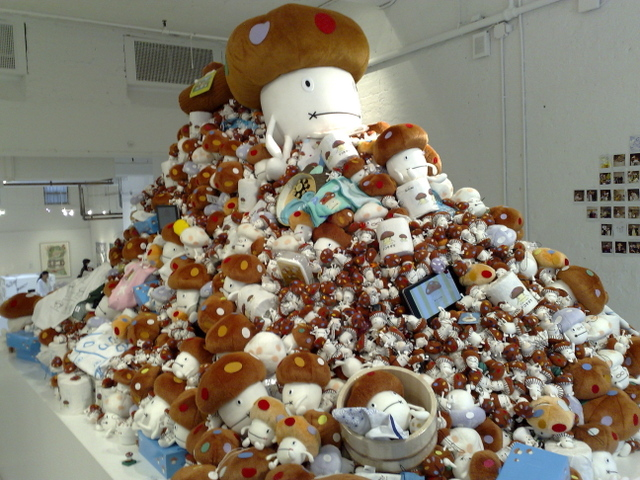
グッズ化されたドコモダケ（2007年10月）

ドコモダケ（docomodake）とは、2005年1月に登場したNTTドコモの料金案内のCMやパンフレット等に登場するキノコ型のマスコットキャラクターである。2025年現在、ドコモダケのストラップがゲームセンターの景品になるなど商品化も進んでいる。デザイナーはシンガタの黒須美彦、電通の原田睦子、東北新社の垣内美香。CMの共演は加藤あい。

## 名前の由来
通話料金プランに含まれる無料通話分の2か月くりこしに加えてファミリー割引契約者間で分け合えるサービスを最初にドコモが開始したことで、“（このサービスは）ドコモだけ（only）”というのを“ドコモ茸（ダケ）”とかけている。なお、「○○タケ」という名を標準和名に持つキノコは多く見られるが、連濁して「○○ダケ」となる種は存在しない。

## 家族構成
初登場時からいるのは以下の3体。
- チチドコモダケ - 一家の基本となる、標準的な外見をしている。笠は平ら。
- ハハドコモダケ - 笠は丸み帯びていてぽっちゃりしており、チチドコモダケと比べて少し体が小さい。
- コドコモダケ→ショウガクドコモダケ - 横に広がっていて頭でっかちで、顔が少しうつむいている。

2005年12月に新料金プラン「ファミ割ワイド」の登場で以下の新しい家族が登場した。同時に、コドコモダケはショウガクドコモダケに改名した。
- ジージドコモダケ - 笠の部分が白地にオレンジの模様、額にしわ。度が入っていない角型眼鏡をしている。口の端の形が「×」ではなく「＊」となっている。チチドコモダケの父でハハドコモダケの舅。ムスメドコモダケとチュウガクドコモダケとショウガクドコモダケの祖父でもある。
- バーバドコモダケ - 笠の部分が薄紫地に白の模様。丸型眼鏡には度が入っていて、森の向こうの向こうにいるアリンコまで見える。ジージドコモダケと同様、口の端の形が「＊」。チチドコモダケの母でハハドコモダケの姑。ムスメドコモダケとチュウガクドコモダケとショウガクドコモダケの祖母でもある。
- チュウガクドコモダケ - 笠の部分が額寄りの目深、口が少し「へ」の字、口元の上にニキビ。チチドコモダケとハハドコモダケの子供で、ショウガクドコモダケの兄。

2006年3月に「パケ・ホーダイ」がすべてのFOMA新料金プランの対応することにあわせて以下の新しい家族が登場した。
- ムスメドコモダケ - 笠の部分が栗色、広めの額、目に長いまつげ、脚が内股、口の端の形が「×」ではなくピンクの蝶リボン。ほかのドコモダケよりだいぶ明るめの茶色をしている。チチドコモダケとハハドコモダケの子供でチュウガクドコモダケとショウガクドコモダケの姉。登場時点では都会で一人暮らしを始めて1年目という設定。

2007年1月にドコモダケのホームページにてムスメドコモダケのカレシドコモダケオーディションの開催を告知。
- おぼっちゃま系
- ツッパリ系
- レゲエ系
- さすらい系

の4タイプの候補からのオーディションが、2月から2か月間行われた。この中からツッパリ系が投票で選ばれた。その後、ムスメドコモダケとツッパリ系カレシドコモダケは交際の末、2008年に結婚した。
2010年4月にムスメドコモダケとカレシドコモダケにベイビドコモダケが生まれた。 
2011年9月にはキッズケータイ・HW-02Cの発売に合わせた新キャラクター・コドモダケとして以下の3種類が誕生。いずれも設定上は「ドコモダケの新種・進化形」とされている。
- モモコドモダケ - 傘の部分はピンクにハート模様。
- ソラコドモダケ - 傘の部分は青に星模様。
- キイコドモダケ - 傘の部分は黄色に丸模様。

家族共通の特徴としては、笠を回して空を飛ぶことが出来る。
詳しいドコモダケ一家の特徴などはドコモダケのホームページの「ドコモダケのひみつ」を参照。

## キャラクター展開

### NTTドコモサービスでの利用

#### テレビCM
- 「新キャラ登場」編
- 「ファッションチェック」編
- 「記者発表再び」編
- 「ドコモダケの歌 ファミリー割引」編
- 「ドコモダケの歌 最大半額」編
- 「ドコモダケ ファミ割ワイドの歌 コドモ」編
- 「ドコモダケ ファミ割ワイドの歌 シニア」編
- 「シュワシュッシュ」編
- 「ヨロコビホーダイ」編
- 「同じ星を見ている」編
- 「どっちがCMするか合戦・ビーチフラッグ」編
- 「どっちがCMするか合戦・卓球」編
- 「どっちがCMするか合戦・綱引き」編
- 「だけじゃないダンス」編
- 「ドコモダケ 1/3でコマーシャル」編
- 「2007 ドコモダケ 1/3でコマーシャル」編
- 「Happy・価格」編
- 「ベイビドコモダケ誕生」編

#### FOMA Vライブのショートムービー
FOMAのテレビ電話機能を使用したVライブショートムービー「ドレミファドコモダケ」を配信。ドコモダケのホームページに記載の電話番号に電話をすると、動画が見られる。

#### 携帯電話向け壁紙
携帯サイト版の公式ホームページで毎月18～20日頃に待受画面、ﾃﾞｺﾒｰﾙﾋﾟｸﾁｬ、ﾃﾞｺﾒｰﾙﾃﾝﾌﾟﾚｰﾄ
ﾃﾞｺﾒ絵文字が追加更新される。

#### モバイラーズチェック
当初は1000円、3000円のみの販売だったが2005年末に5000円が登場し、3種類存在する。金額によって絵柄が違う。絵柄はモバイラーズチェックを贈るを参照。

#### デコメール
ドコモダケが登場するデコメールは、モバイラーズチェックをiモードからプレゼントされたユーザーに届く「モバチェメール」がある。そのほか、モバイルSuicaのサービス開始を記念し、ドコモダケとSuicaのペンギンが使用された期間限定のものがある。

#### キッズiメニュー
2006年3月に発売された子供向け携帯電話（キッズケータイ）、FOMA SA800iからアクセスできる「キッズiモード」のインデックスページ「キッズiメニュー」にもドコモダケが登場する。

### 絵本
2005年7月29日に講談社からドコモダケを主人公にした絵本「Doco Doco Docomodake（ドコドコドコモダケ）」が発売された。

### CD
2005年12月21日に岡田徹率いるグループ「バンドダッケ?」がマキシシングル『ドコモダケのうた』（作詞：原田睦子、垣内美香、黒須美彦　作曲：岡田徹）をSony Music Directから発売された。その後、2006年8月23日に『ドコモダケのうた ムスメドコモダケの恋』をリリース。

### 鉄道車内広告
2006年3月1日から31日まで大阪府吹田市や豊中市の北大阪地区を走る北大阪急行電鉄の車両、8000形の座席の一部にドコモダケが描かれたモケットが登場した。

### ゲーム
2007年12月6日にAQインタラクティブよりニンテンドーDS専用ソフト『ぽろろんっ! ドコモダケDS』が販売された。メーカー希望価格は5040円。
2014年12月18日にソニックムーブとNTTドコモによりdゲーム用アプリ『ドコモダケのねこ牧』がサービス提供開始された。基本プレイ無料のアイテム課金制。後にGREE・Mobageでも利用可能になった。

### その他
ドコモの携帯を新規申し込むと、季節に合ったドコモダケぬいぐるみストラップがもらえる。また、通信販売などでもタオル、スカーフ、ストラップ等のドコモダケグッズが買える。
また、NTTドコモ公式サイト「テトリス＆Getプチアプリ」にてゲームアプリが提供されていて、いずれも簡単なミニゲームが端末にダウンロードできる。ジー・モードによる開発でおもに505iシリーズ以降に対応している。
この他にdocomo Wi-Fiの利用できる箇所およびXiの利用できる箇所を示すステッカーにも使用されている。赤い背景色とドコモダケが目印となっている。
各種キャンペーンにもマスコットキャラクターとして利用されている。

### アート展覧会
- 「HOW TO COOK DOCOMODAKE？」

ドコモの広告から生まれたキャラクター「ドコモダケ」をアーティストに託し、それぞれが個性溢れる料理法でその魅力を紹介する展覧会『HOW TO COOK DOCOMODAKE？』が、2008年10月4日（土）～10月13日（月・祝日）10:00～18:00
会場：NTTインターコミュニケーション・センター[ICC]特設会場に開催された。
同展は2007年10月にニューヨークSOHOにあるギャラリーで開催され、10日間という短い会期にもかかわらず6500人を超える入場者を記録した凱旋アート展覧会である。
会場では同展作品集をはじめ、ドコモダケのベレー帽、ケチャップをかけられるなど様々な方法で料理されたドコモダケのストラップなどの展覧会限定ミュージアムグッズも販売された。

#### 参加出展アーティスト
- 近藤聡乃
- アンリアレイジ
- 千鳥屋+市原
- 松井えり菜
- 横山豊蘭
- 今井トゥーンズ
- 古武家賢太郎
- 黒田潔
- KYOTARO
- 嶺脇美貴子
- MUSTONE
- 本城直季
- えぐちりか
- 福井利佐
- 姉川たく
- シアタープロダクツ
- plaplax

## ドコモ田家
2013年1月、「応援学割」キャンペーン開始に合わせてドコモダケを擬人化するかたちで「ドコモ田家」をコマーシャル等に登場させることになった。擬人化ということで、出演者は全員ドコモダケの傘の部分を模した帽子をかぶっている。
出演
- チチドコモダケ - 高橋克実
- ハハドコモダケ - 草刈民代
- ジージドコモダケ - 岸部一徳
- バーバドコモダケ - 藤村志保
- ムスメドコモダケ - 橋本愛
- チュウガクドコモダケ - 市原尚弥
- ショウガクドコモダケ - 蒔田彩珠

## AKBダケ
2013年1月、応援学割のタイアップに合わせた、AKB48による「AKBダケ」が登場した。前述の「ドコモ田家」と同じく擬人化ということで、出演者は全員ドコモダケの傘の部分を模した帽子をかぶっているが、ドコモダケバージョンもある。
出演
- ゆうこダケ - 大島優子
- ゆきりんダケ - 柏木由紀
- こじはるダケ - 小嶋陽菜
- まりこダケ - 篠田麻里子
- ぱるるダケ - 島崎遥香
- たかみなダケ - 高橋みなみ
- ゆいダケ - 横山由依
- まゆゆダケ - 渡辺麻友

## 同業他社のキャラクター
- auシカ（沖縄セルラー電話）-　慶良間諸島に生息しているという設定のシカ。「キノコ」が大好きでキノコを見ると興奮し、食べてしまう。
- しまクリーズ（旧：しまクリ三兄妹）（ソフトバンクモバイル）
- リスモくん（au LISTEN MOBILE SERVICE）（au(KDDI・沖縄セルラー電話)）- 「auシカ」と同じく、「キノコ」が大好物。
- auワン（au(KDDI／沖縄セルラー電話)）-「au one」の総合マスコットキャララクター。